# Archives nationales (Danemark)
Pour les articles homonymes, voir Archives nationales (homonymie).

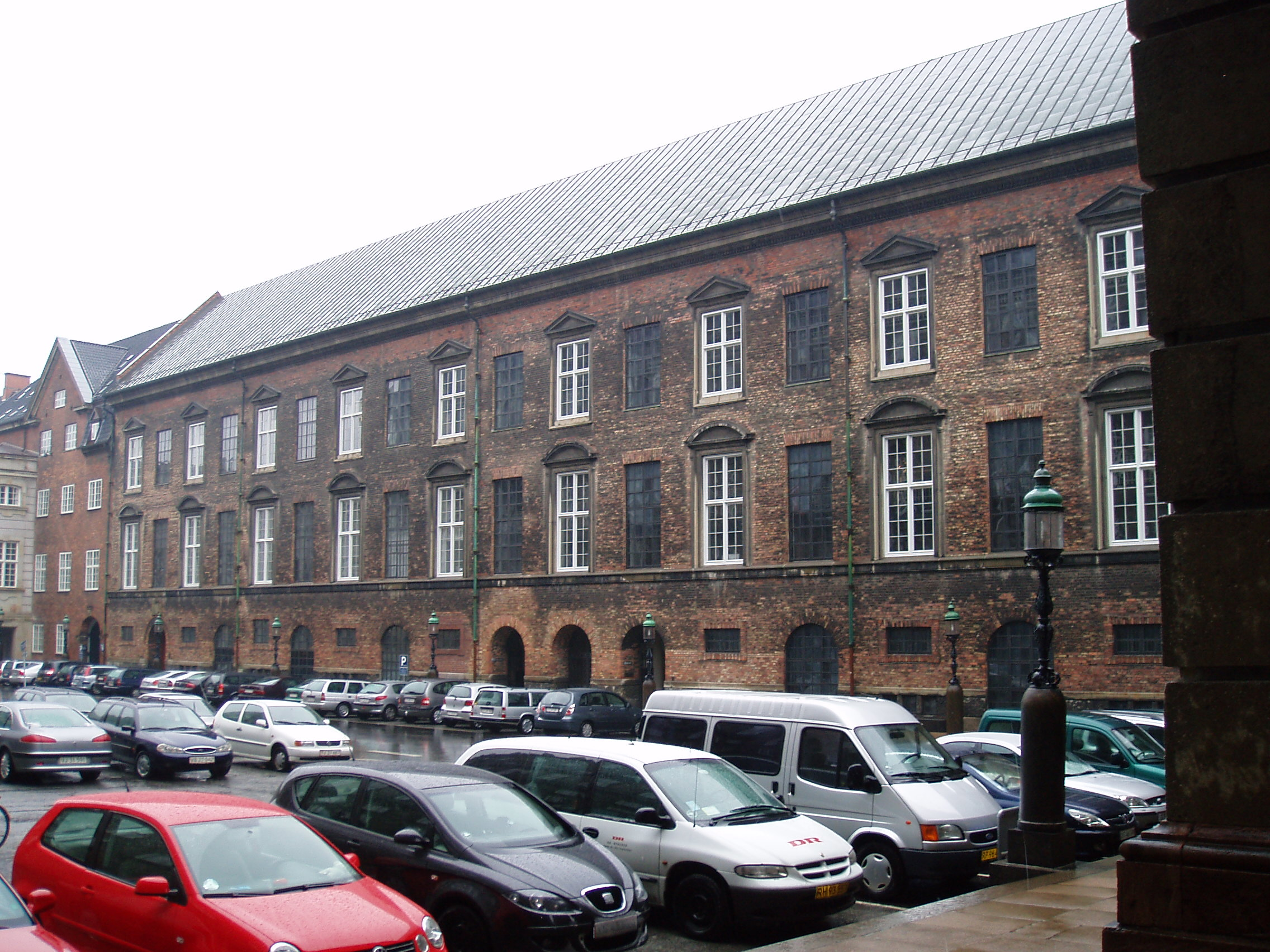
Le bâtiment des Archives nationales, en 2006.

Les Archives nationales du Danemark (danois : Rigsarkivet) ont été créées en 1889. Elles collectent, préservent et archivent les documents historiques, notamment ceux des ministères, des agences et des organisations gouvernementales. Elles dépendent du ministère de la Culture.
Avant, préexistaient d'autres archives : les Gehejmearkivet (1296-1883) et les Kongerigets arkiv (1861-1884).

## Sources
- (en) Cet article est partiellement ou en totalité issu de l’article de Wikipédia en anglais intitulé « Danish National Archives » (voir la liste des auteurs).